# Miss Teacher
Miss Teacher es una película de drama nigeriana de 2015 dirigida por Serah Donald Onyeachor. Está protagonizada por Chika Ike, Joseph Benjamin y Liz Benson Ameye. Bajo la producción de Chika Ike, es la primera película de su compañía productora.

## Sinopsis
La maestra Nwanne es una joven amable que, debido a los acontecimientos de su vida, llegó a encontrarse en una comunidad con instalaciones educativas deterioradas y escasas comodidades. En lugar de dejar que su pasado la agobie, acepta su nuevo entorno.

## Elenco
- Chika Ike como Nwanne
- Joseph Benjamin como Jude
- Liz Benson como directora
- Samarth Kaimliya como Samarth

## Producción y lanzamiento
La película fue rodada en su mayoría en el estado de Enugu.
Se estrenó en el Gensis Deluxe Cinema Enugu el 26 de diciembre de 2014. Llegó a las salas de cine a nivel nacional el 25 de septiembre de 2015, pero algunos avances se publicaron en línea previamente el 14 de septiembre.